# Clearwater (Kansas)
Clearwater é uma cidade localizada no estado americano de Kansas, no Condado de Sedgwick.

## Demografia
Segundo o censo americano de 2000, a sua população era de 2178 habitantes.
Em 2006, foi estimada uma população de 2293, um aumento de 115 (5.3%).

## Geografia
De acordo com o United States Census Bureau tem uma área de
2,9 km², dos quais 2,9 km² cobertos por terra e 0,0 km² cobertos por água. Clearwater localiza-se a aproximadamente 392 m acima do nível do mar.

## Localidades na vizinhança
O diagrama seguinte representa as localidades num raio de 24 km ao redor de Clearwater.